# Ridere! Ridere! Ridere!
Pour plus de détails, voir Fiche technique et Distribution.
Ridere! Ridere! Ridere! est un film italien réalisé par Edoardo Anton, sorti en 1954.

## Synopsis
Alors qu'il voyage en train, M. Spinotti commence à se disputer avec un inspecteur mais peu à peu, il commence à raconter aux autres passagers présent des histoires drôles à propos de médecins, de vendeurs itinérants et de dandys élégants.

## Fiche technique
- Titre : Ridere! Ridere! Ridere!
- Réalisation : Edoardo Anton
- Scénario : Edoardo Anton, Galeazzo Benti, Leo Bomba, Achille Campanile, Alvaro De Torres, Agenore Incrocci, Carlo Infascelli, Guido Leoni, Marcello Marchesi, Vinicio Marinucci, Furio Scarpelli et Ettore Scola
- Photographie : Mario Damicelli
- Musique : Carlo Rustichelli
- Pays de production :  Italie
- Langue originale : italien
- Format : Noir et blanc
- Genre : comédie
- Date de sortie : 1954

## Distribution
- Tino Scotti : commissaire Rossi
- Ugo Tognazzi : Docteur
- Carlo Dapporto : François Salvo
- Sandra Mondaini : Innamorata litigiosa
- Riccardo Billi : Controllore
- Mario Riva : Otello Spinotti
- Alberto Talegalli : Pignolo
- Paolo Panelli : Innamorato litigioso
- Paolo Ferrari : Corteggiatore
- Pina Gallini : Vecchietta
- Raffaele Pisu : Ubriaco
- Galeazzo Benti : Snob
- Raimondo Vianello : le patient à opérer
- Nino Manfredi : l'homme qui ne veut pas payer
- Monica Vitti : Maria Teresa (non créditée)